# Wigry
Wigry je ledovcové jezero, které leží v severovýchodním Polsku, v Podleském vojvodství. Je největší v Suwalském pojezeří a leží na území Wigerského národního parku. Má rozlohu 2170 ha, maximální hloubku 73 m a průměrnou hloubku 15,4 m. Jeho délka je 17,6 km (podél osy) a šířka 2,75 km. Jezerem protéká řeka Czarna Hańcza. Na břehu jezera stojí bývalý kamaldulský klášter.

## Historie
Vzhledem ke tvaru pobřeží se jezero dříve nazývalo Wingry, což bylo odvozeno z jatvingského slova wingris (kroutící se, vinoucí se). Při popisu lovu Vladislav II. Jagella z roku 1418 jezero zmiňuje pod tímto jménem polský kronikář Jan Długosz.